# 1729 (tal)
1729 är det naturliga talet som följer 1728 och lsom följs av 1730.
- Hexadecimalt: 6C1
- Binärt:. O 11011000001
- Delare: 1, 7, 13, 19, 91, 133, och 247
- Primfaktorisering: 7 · 13 · 19
- Antal delare: 7
- Summan av delarna: 511
- Hardy-Ramanujantalet
- Det 2:a taxitalet
- Det 3:e Carmichaeltalet
- 1729 är ett dodekagontal
- 1729 är ett ikositetragontal
- 1729 är ett centrerat kubiktal
- 1729 är ett Harshadtal

Matematikern Masahiko Fujiwara har visat att siffersumman av 1729 multiplicerat med detta tal omkastat ger det ursprungliga talet:
{\displaystyle 1+7+2+9=19}
{\displaystyle 19\cdot 91=1729}
De enda övriga heltal som delar denna egenskap är 1, 81 och 1458.
1729 är det minsta heltal som kan skrivas som summan av två kuber på två olika sätt:
{\displaystyle 1729=10^{3}+9^{3}=12^{3}+1^{3}}

## Inom vetenskapen
- 1729 Beryl, en asteroid.